# Maire de Londres
Ne doit pas être confondu avec Lord-maire de Londres.
Le maire de Londres (en anglais : Mayor of London) est élu chef de l'autorité du Grand Londres par mandat de quatre ans.
Appelé « maire de Londres » pour le distinguer de la fonction historique de « lord-maire de Londres », le titulaire actuel est Sadiq Khan, membre du Parti travailliste, depuis le 9 mai 2016.

## Histoire
Le conseil du Grand Londres (GLC) étant aboli en 1986, la fonction de maire de Londres fut créée en 2000 (aussi que l'assemblée de Londres), en vertu de la Greater London Authority Act de 1999 à la suite d'un référendum en 1998.
Lors des élections municipales de 2000, le parlementaire Ken Livingstone, dissident du Parti travailliste (qui présente Frank Dobson), est élu maire. Huit ans plus tard, Boris Johnson, lui succède en tant que premier conservateur maire de Londres, futur Premier ministre britannique.

## Fonction
Le maire de Londres est responsable d'établir les « directions stratégiques » de Transport for London (TfL), de la police et de lutte contre la criminalité (Mayor's Office for Policing and Crime, MOPAC) et de la gestion de planification d'incendie et d'urgence à Londres (London Fire and Emergency Planning Authority, LFEPA).
La Greater London Authority Act de 2007 élargit les pouvoirs du maire qui est désormais chargé de formuler de la politique du logement (sujette à l'approbation du secrétaire d'État aux Communautés et au Gouvernement local), de la gestion des déchets, de l'atténuation du réchauffement climatique et de la planification stratégique au Grand Londres.
Le maire fixe aussi le budget annuel de l'autorité du Grand Londres, responsable à l'assemblée de Londres dont peut le rejeter à la majorité des deux tiers.

## Liste des maires de Londres
| No | Portrait | Maire           | Mandat                  | Élections | Parti        | Parti        | Précédente fonction politique |
| -- | -------- | --------------- | ----------------------- | --------- | ------------ | ------------ | ----------------------------- |
| 1  |          | Ken Livingstone | 4 mai 2000 – 4 mai 2008 | 2000      |              | Indépendant  | MP de Brent East (1987-2001)  |
| 1  | 2004     | Ken Livingstone | 4 mai 2000 – 4 mai 2008 |           | Travailliste |              | MP de Brent East (1987-2001)  |
| 2  |          | Boris Johnson   | 4 mai 2008 – 9 mai 2016 | 2008      |              | Conservateur | MP de Henley (2001-2008)      |
| 2  | 2012     | Boris Johnson   | 4 mai 2008 – 9 mai 2016 |           |              | Conservateur | MP de Henley (2001-2008)      |
| 3  |          | Sadiq Khan      | Depuis le 9 mai 2016    | 2016      |              | Travailliste | MP de Tooting (2005-2016)     |
| 3  | 2021     | Sadiq Khan      | Depuis le 9 mai 2016    |           |              | Travailliste | MP de Tooting (2005-2016)     |
| 3  | 2024     | Sadiq Khan      | Depuis le 9 mai 2016    |           |              | Travailliste | MP de Tooting (2005-2016)     |